# Hizan
Hizan è un comune della provincia di Bitlis, in Turchia orientale, a sud-ovest del lago Van.
Situata nell'antico Vaspurakan,  Khizan (in armeno  Խիզան) è stata sotto il dominio omayyade, abbaside, selgiuchide e ayyubide, prima di diventare nel 1514 ottomana.
È nota per essere stata un centro importante di produzione di manoscritti e di miniature armene dal XIV al XVI secolo,  specialmente all'interno dei monasteri armeni di Baridzor e di San Gamaliel..